# Eystein Eggen
Pour les articles homonymes, voir Eggen.
Eystein Eggen né à Oslo le 5 janvier 1944 et mort  le 19 novembre 2010 est un écrivain et sociologue norvégien, avec les vieilles fermes norvégiennes comme spécialisation.

## Biographie
Eystein Eggen écrit des romans historiques et biographiques, entre autres sur la bataille de Narvik, en 1940. Dans son livre autobiographique Le garçon de Gimle. Rapport d'un enfant NS 1993 il essaie d'expliquer la collaboration norvégienne et le parti NS de Vidkun Quisling à travers les aspirations des familles propriétaires norvégiennes. En 1995, le roi Harald V et la présidente du Parlement (le Storting), constatèrent l'injustice qui frappa les enfants NS lors de l'épuration d'après-guerre.
En 2003 le Storting a nommé Eggen Professeur de l'État (State Scholar). « Il est symbole tout sa génération », dit l'avocat socialiste, avec l'assentiment du parlement unanime.